# Jeugdadviesraad
De Jeugdadviesraad (JAR) is een Surinaams overleg- en adviesorgaan voor jongeren. De JAR werkt ten behoeve van de jeugd en dient in zijn adviezen de mening van de jeugd weer te geven. Het adviseert het Nationaal Jeugdinstituut en de regering, en geeft ondersteuning aan het NJI, waar het samen met bijvoorbeeld het Jeugdraad Suriname (JRS) deel van uitmaakt.
In de JAR hebben minimaal zeven tot maximaal elf leden zitting die deskundig zijn in jeugdaangelegenheden, hetzij beroepsmatig of doordat ze zelf recentelijk een opleiding op mbo-niveau of hoger hebben gevolgd. De leden worden na consultatie bij het NJI door de minister Sport- en Jeugdzaken voorgedragen en door de president van Suriname benoemd.
De jeugdambassadeurs voor Suriname, zoals voor de Caricom of de millenniumdoelstellingen van de Verenigde Naties, zijn ambtshalve lid van de Jeugdadviesraad.

## Geschiedenis
De Jeugdadviesraad werd in 2003 opgericht. Vanaf circa 2007 werd de JAR tien jaar lang niet voortgezet en in het staatsbesluit van 10 januari 2017 opnieuw in het leven geroepen.
Ervoor waren er vanuit overheidsinitiatief ook al jeugdraden in Suriname, bijvoorbeeld na de oprichting in 1949. Deze werd in 1951 opgeheven, terwijl tegelijkertijd een instantie onder de naam Jeugdgemeenschap werd opgericht. In 1976 werd opnieuw een jeugdraad opgericht, toen samen met het Jeugdinstituut.